# Human Powered Health
La Human Powered Health, nota in passato come Kelly Benefit Strategies, Optum e Rally Cycling era una squadra maschile statunitense di ciclismo su strada con licenza di ProTeam.
Attiva come squadra Continental dal 2007, ha sede a Minneapolis, Minnesota ed è diretta da Jonas Carney ed Eric Wohlberg. Dal 2018 detiene licenza Professional Continental, mentre nel 2019 si è fusa con il team UnitedHealthcare assumendo la denominazione Rally UHC Cycling (solo per quella stagione). Dal 2022 è nota come Human Powered Health.

## Cronistoria

### Annuario
| Anno | Codice | Nome                                             | Cat. | Biciclette  | Dirigenza |
| ---- | ------ | ------------------------------------------------ | ---- | ----------- | --- |
| 2007 | KBM    | Kelly Benefit Strategies-Medifast                | CT   |             | Manager: Charles Aaron Dir. sportivi: Jonas Carney, Melissa Breitenfeldt                                                                                    |
| 2008 | KBM    | Kelly Benefit Strategies-Medifast                | CT   |             | Manager: Charles Aaron Dir. sportivi: Jonas Carney, Melissa Breitenfeldt, Kenneth Mills                                                                     |
| 2009 | KBS    | Kelly Benefit Strategies                         | CT   | Fisher      | Manager: Charles Aaron Dir. sportivi: Jonas Carney, Kenneth Mills                                                                                           |
| 2010 | KBS    | Kelly Benefit Strategies                         | CT   | Orbea       | Manager: Charles Aaron Dir. sportivi: Jonas Carney, Jacob Erker                                                                                             |
| 2011 | KBS    | Kelly Benefit Strategies-OptumHealth             | CT   | Orbea       | Manager: Charles Aaron Dir. sportivi: Jonas Carney, Jacob Erker                                                                                             |
| 2012 | OPT    | Team Optum presented by Kelly Benefit Strategies | CT   | Orbea       | Manager: Charles Aaron Dir. sportivi: Jonas Carney, Eric Wohlberg                                                                                           |
| 2013 | OPM    | Optum presented by Kelly Benefit Strategies      | CT   | Orbea       | Manager: Charles Aaron Dir. sportivi: Jonas Carney, Eric Wohlberg                                                                                           |
| 2014 | OPM    | Optum presented by Kelly Benefit Strategies      | CT   | DiamondBack | Manager: Charles Aaron Dir. sportivi: Jonas Carney, Eric Wohlberg                                                                                           |
| 2015 | OPM    | Optum presented by Kelly Benefit Strategies      | CT   | DiamondBack | Manager: Charles Aaron Dir. sportivi: Jonas Carney, Eric Wohlberg                                                                                           |
| 2016 | RLY    | Rally Cycling                                    | CT   | DiamondBack | Manager: Charles Aaron Dir. sportivi: Jonas Carney, Eric Wohlberg                                                                                           |
| 2017 | RLY    | Rally Cycling                                    | CT   | DiamondBack | Manager: Charles Aaron Dir. sportivi: Jonas Carney, Jonathan Patrick McCarty, Eric Wohlberg                                                                 |
| 2018 | RLY    | Rally Cycling                                    | PCT  | DiamondBack | Manager: Jacob Erker Dir. sportivi: Jonas Carney, Andrew Bajadali, Zachary Bell, Jonathan Patrick McCarty, Eric Wohlberg                                    |
| 2019 | RLY    | Rally UHC Cycling                                | PCT  | Felt        | Manager: Jacob Erker Dir. sportivi: Jonas Carney, Andrew Bajadali, Zachary Bell, Jonathan Patrick McCarty, Eric Wohlberg                                    |
| 2020 | RLY    | Rally Cycling                                    | PRT  | Felt        | Manager: Jacob Erker Dir. sportivi: Jonas Carney, Andrew Bajadali, Stéphane Heulot, Jonathan Patrick McCarty, Eric Wohlberg                                 |
| 2021 | RLY    | Rally Cycling                                    | PRT  | Felt        | Manager: Jacob Erker Dir. sportivi: Jonas Carney, Andrew Bajadali, Stéphane Heulot, Jonathan Patrick McCarty, Eric Wohlberg                                 |
| 2022 | HPM    | Human Powered Health                             | PRT  | Felt        | Manager: Jacob Erker Dir. sportivi: Jonas Carney, Andrew Bajadali, Jonathan Patrick McCarty, Hendrik Redant, Alex Sans Vega, Clark Sheehan, Eric Wohlberg   |
| 2023 | HPM    | Human Powered Health                             | PRT  | Felt        | Manager: Ro De Jonckheere Dir. sportivi: Jonathan Patrick McCarty, Andrew Bajadali, Luuc Bugter, Jonas Carney, Hendrik Redant, Clark Sheehan, Eric Wohlberg |

### Classifiche UCI
Aggiornato al 9 gennaio 2021.
| Anno | Class.     | Pos. | Migliore cl. individuale |
| ---- | ---------- | ---- | ------------------------ |
| 2007 | America T. | 9º   | Martin Gilbert (14º)     |
| 2008 | America T. | 8º   | David Veilleux (25º)     |
| 2009 | America T. | 3º   | Scott Zwizanski (6º)     |
| 2009 | Asia T.    | 20º  | Andrew Bajadali (56º)    |
| 2009 | Europe T.  | 116º | Ryan Anderson (1114º)    |
| 2010 | America T. | 15º  | Ryan Anderson (148º)     |
| 2010 | Asia T.    | 23º  | Jesse Anthony (23º)      |
| 2010 | Europe T.  | 80º  | Jesse Anthony (309º)     |
| 2011 | America T. | 17º  | Alex Candelario (116º)   |
| 2011 | Asia T.    | 61º  | Dan Bowman (61º)         |
| 2011 | Europe T.  | 105º | Alex Candelario (616º)   |
| 2012 | America T. | 4º   | Ken Hanson (20º)         |
| 2012 | Asia T.    | 32º  | Alex Candelario (71º)    |
| 2012 | Europe T.  | 82º  | Ken Hanson (269º)        |
| 2013 | America T. | 2º   | Ryan Anderson (3º)       |
| 2013 | Asia T.    | 54º  | Eric Young (167º)        |
| 2013 | Europe T.  | 72º  | Ken Hanson (308º)        |
| 2014 | America T. | 2º   | Carter Jones (11º)       |
| 2014 | Europe T.  | 125º | Ryan Anderson (1057º)    |
| 2015 | America T. | 1º   | Michael Woods (3º)       |
| 2015 | Europe T.  | 89º  | Michael Woods (333º)     |
| 2016 | America T. | 5º   | Evan Huffman (19º)       |
| 2016 | Europe T.  | 115º | Will Routley (829º)      |
| 2017 | America T. | 1º   | Rob Britton (2º)         |
| 2017 | Europe T.  | 104º | Adam de Vos (793º)       |
| 2018 | America T. | 2º   | Rob Britton (16º)        |
| 2018 | Asia T.    | 70º  | Adam de Vos (245º)       |
| 2018 | Europe T.  | 60º  | Robin Carpenter (352º)   |
| 2019 | America T. | 2º   | Brandon McNulty (20º)    |
| 2019 | World T.   | 45º  | Brandon McNulty (241º)   |
| 2020 | America T. | 2º   | Gavin Mannion (25º)      |
| 2020 | World T.   | 68º  | Gavin Mannion (361º)     |

## Palmarès
Aggiornato al 22 ottobre 2022.

### Grandi Giri
- Giro d'Italia

Partecipazioni: 0
- Tour de France

Partecipazioni: 0
- Vuelta a España

Partecipazioni: 0

### Campionati nazionali
- Campionati canadesi: 5

In linea: 2015 (Guillaume Boivin); 2017 (Matteo Dal-Cin); 2019 (Adam de Vos); 2022 (Pier-André Côté)
Cronometro: 2019 (Rob Britton)
- Campionati polacchi: 1

In linea: 2023 (Alan Banaszek)
- Campionati statunitensi: 3

In linea: 2021 (Joey Rosskopf); 2022 (Kyle Murphy)
Cronometro: 2013 (Tom Zirbel)

## Organico 2024
Aggiornato al 1º gennaio 2024.

### Staff tecnico
|  | Naz.                   | Ruolo | Sportivo                 |  |  |  |
|  | ---------------------- | ----- | ------------------------ |  |  |  |
|  | Belgio (bandiera)      | GM    | Ro De Jonckheere         |  |  |  |
|  | Stati Uniti (bandiera) | DS    | Jonathan Patrick McCarty |  |  |  |
|  | Stati Uniti (bandiera) | DS    | Andrew Bajadali          |  |  |  |
|  | Paesi Bassi (bandiera) | DS    | Luuc Bugter              |  |  |  |
|  | Stati Uniti (bandiera) | DS    | Jonas Carney             |  |  |  |
|  | Belgio (bandiera)      | DS    | Hendrik Redant           |  |  |  |
|  | Stati Uniti (bandiera) | DS    | Clark Sheehan            |  |  |  |
|  | Canada (bandiera)      | DS    | Eric Wohlberg            |  |  |  |

### Rosa
|  | Naz. |  | Sportivo | Anno |  |  |
|  | ---- |  | -------- | ---- |  |  |